# Rueil-Malmaison
Rueil-Malmaison is een Franse gemeente in het departement Hauts-de-Seine. Het is een grote voorstad van Parijs en ligt 10 km ten westen van het centrum van Parijs. Rueil-Malmaison ligt op de linkeroever van de Seine. De gemeente telde 80.842 inwoners op 1 januari 2022.

## Geschiedenis
Ruel was een dorp aan de Seine. In de 9e eeuw werd het samen met de omringende dorpen geplunderd door de Vikingen. Een deel van het grondgebied van de huidige gemeente was een bezit van de Abdij van Saint-Denis. In 1633 verwierf kardinaal de Richelieu het kasteel van Val-de-Ruel. Hier werd in 1649 het Verdrag van Rueil getekend die een einde maakte aan de Fronde van het parlement. In 1799 werd het kasteel van Malmaison de residentie van Napoleon Bonaparte. Na haar scheiding tot haar dood in 1814 bleef Joséphine de Beauharnais op het kasteel wonen.
Tijdens de Frans-Duitse Oorlog en het Beleg van Parijs (1870-1871) lag de gemeente op de frontlijn. Aan het einde van de 19e eeuw waren er in de gemeente uitgaansgelegenheden langs de Seine voor de Parijzenaars. Impressionistische schilders als Renoir, Manet en Monet vereeuwigden de oevers van de Seine in Rueil. Begin 20e eeuw kwam er industrie in de gemeente en ook een groot ziekenhuis (Hôpital Stell, 1903). Na de Tweede Wereldoorlog kende de gemeente een sterke groei en nieuwe wijken als La Fouilleuse en Les Martinets werden opgetrokken om de groeiende bevolking te huisvesten.
Ruel werd Rueil en sinds 1928 draagt de gemeente de naam Rueil-Malmaison.

## Economie
Er zijn verschillende ondernemingen en instituten gevestigd:
- hoofdkantoor van autofabrikant de Groupe PSA
- onderzoeksinstituut IFP Énergies nouvelles
- École nationale supérieure du pétrole et des moteurs

## Geografie
De oppervlakte van Rueil-Malmaison bedroeg op 1 januari 2022 14,7 vierkante kilometer; hiermee is het qua oppervlakte de grootste gemeente van Hauts-de-Seine. De bevolkingsdichtheid was op 1 januari 2021 5.499,5 inwoners per km².
De onderstaande kaart toont de ligging van Rueil-Malmaison met de belangrijkste infrastructuur en aangrenzende gemeenten.

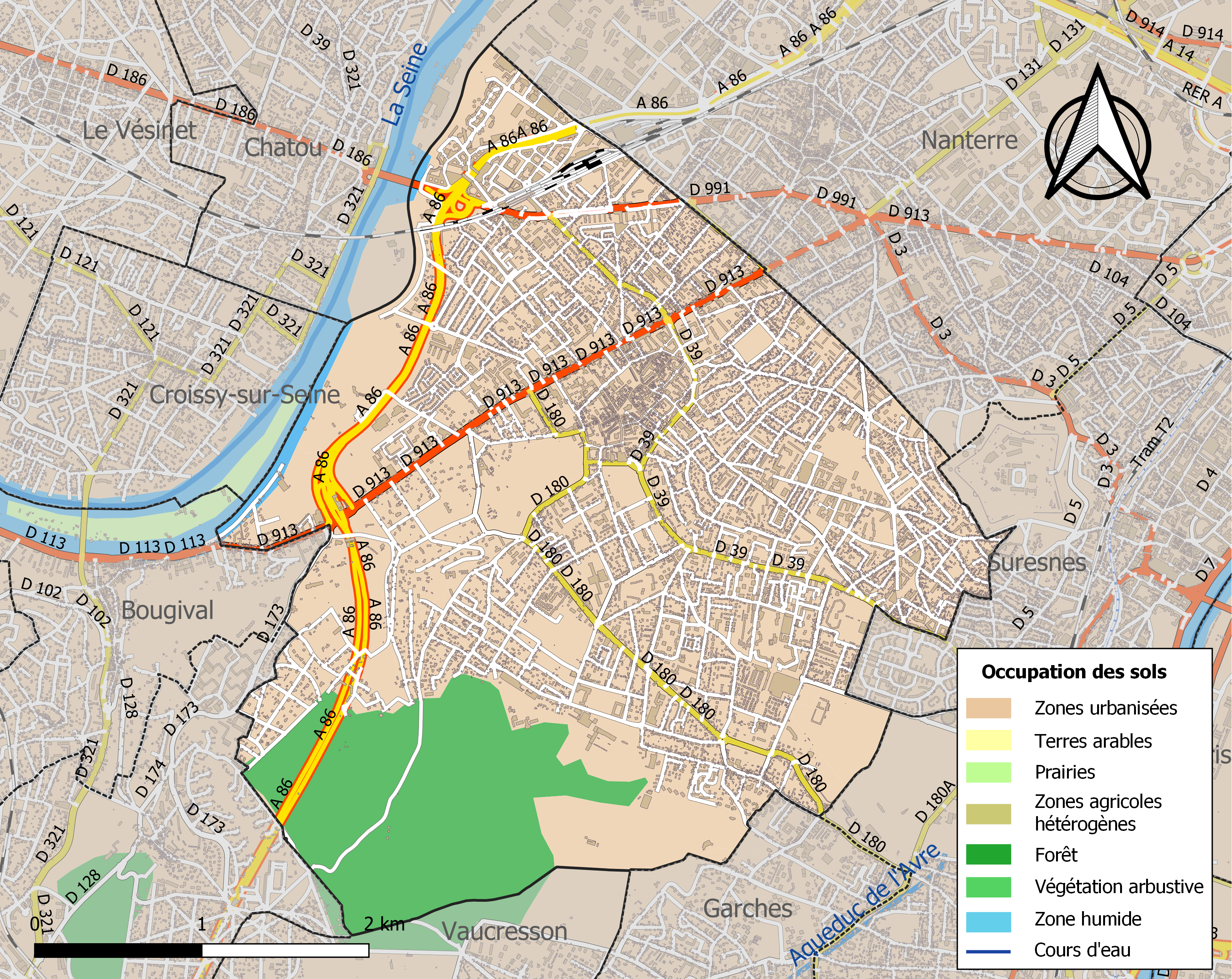

## Verkeer en vervoer
De tunnel Duplex A86 van 10 km verbindt Rueil-Malmaison met Vélizy-Villacoublay. Het ondertunnelde gebied is vooral stedelijk gebied, al liggen ook een paar parken boven de tunnel.
Het treinstation van Rueil-Malmaison is sinds 1972 aangesloten op de lijn RER A.

## Demografie
Rueil-Malmaison is, met 80.842 inwoners op 1 januari 2022, een grote voorstad van Parijs. Begin 20e eeuw telde de gemeente ongeveer 10.000 inwoners. In de jaren 1950 kende de gemeente een sterke groei en verdubbelde de bevolking.
Onderstaande figuur toont het verloop van het inwonertal, bron: INSEE-tellingen. 

## Bezienswaardigheden
Sinds 2011 draagt de gemeente het label Ville impériale (keizerlijke stad). Rueil-Malmaison heeft verschillende bezienswaardigheden:
- Kasteel van Malmaison, het kasteel waar Napoleon Bonaparte en zijn eerste vrouw Joséphine de Beauharnais woonden
- Sint-Petrus en Pauluskerk, met het graf van keizerin Joséphine de Beauharnais en koningin Hortense van Holland

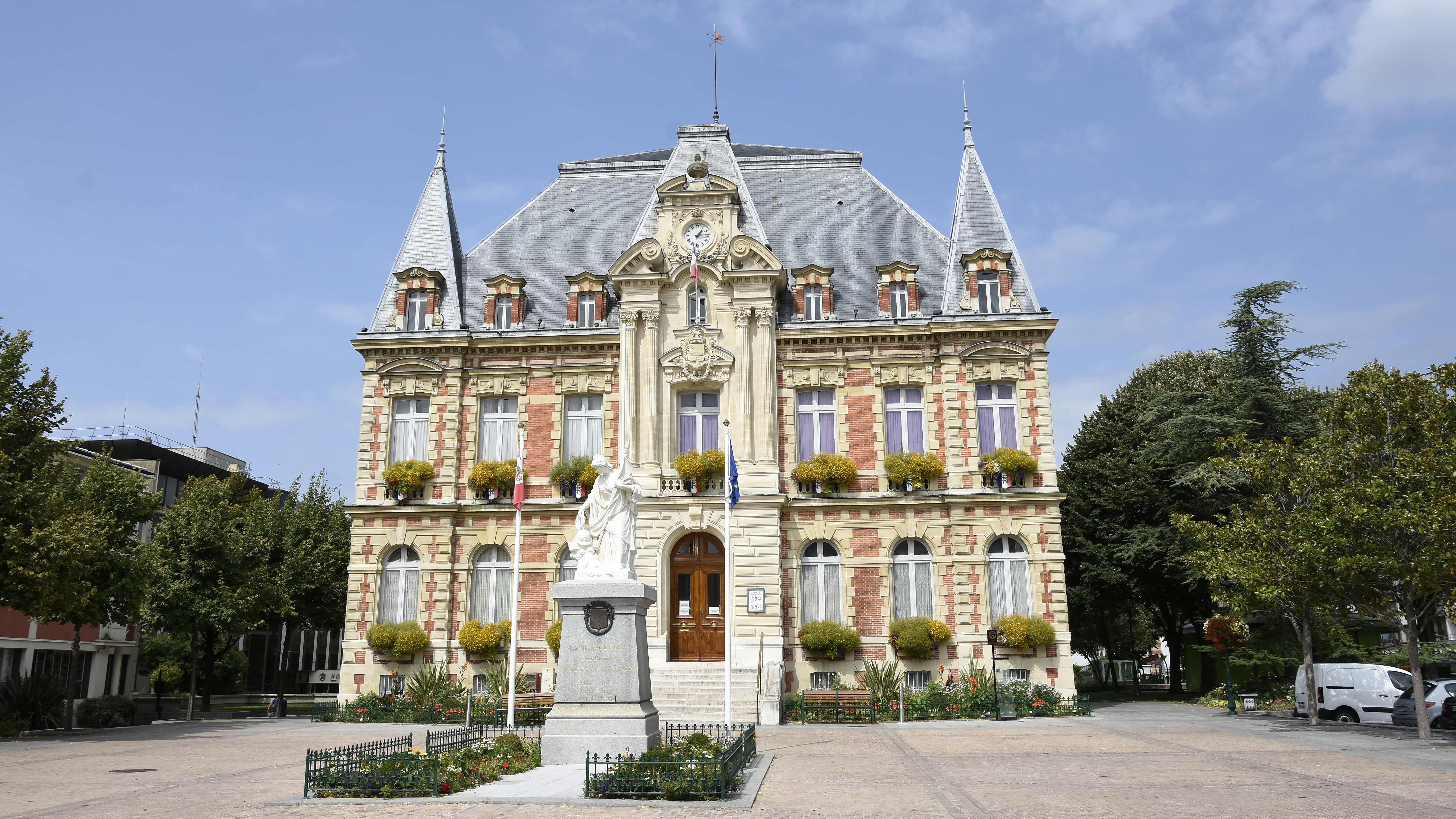
Oude stadhuis
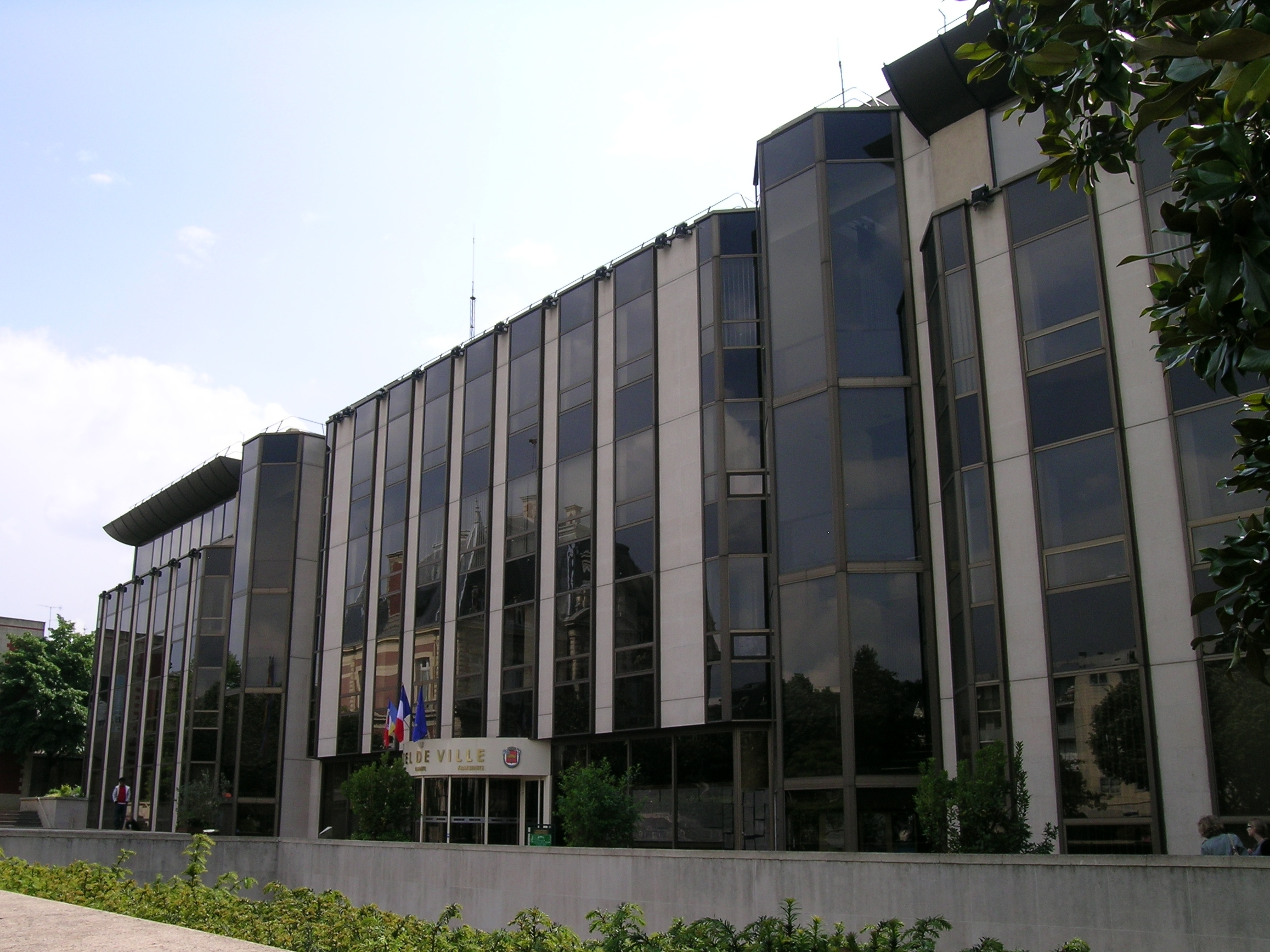
Nieuwe stadhuis
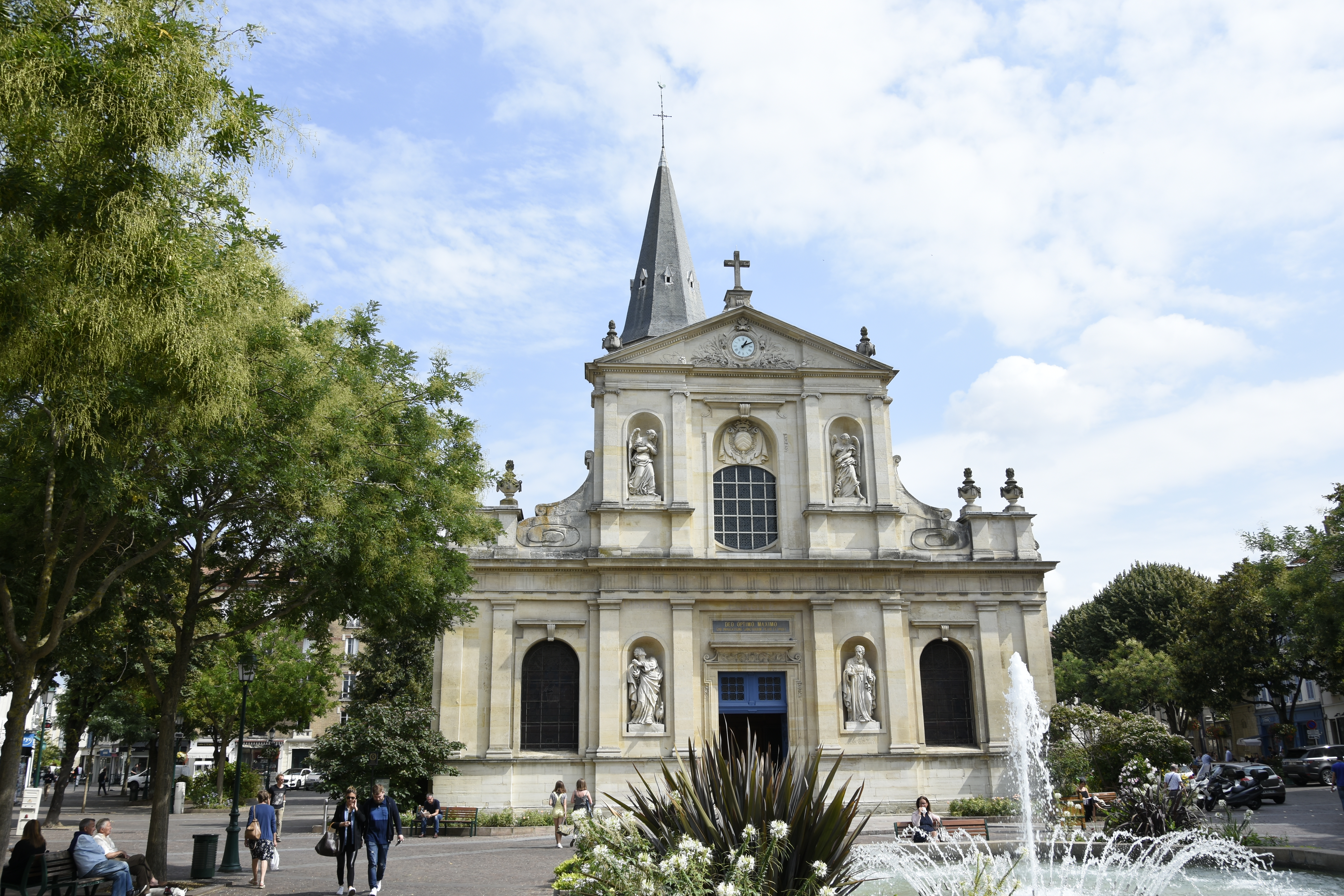
Sint-Petrus en Pauluskerk
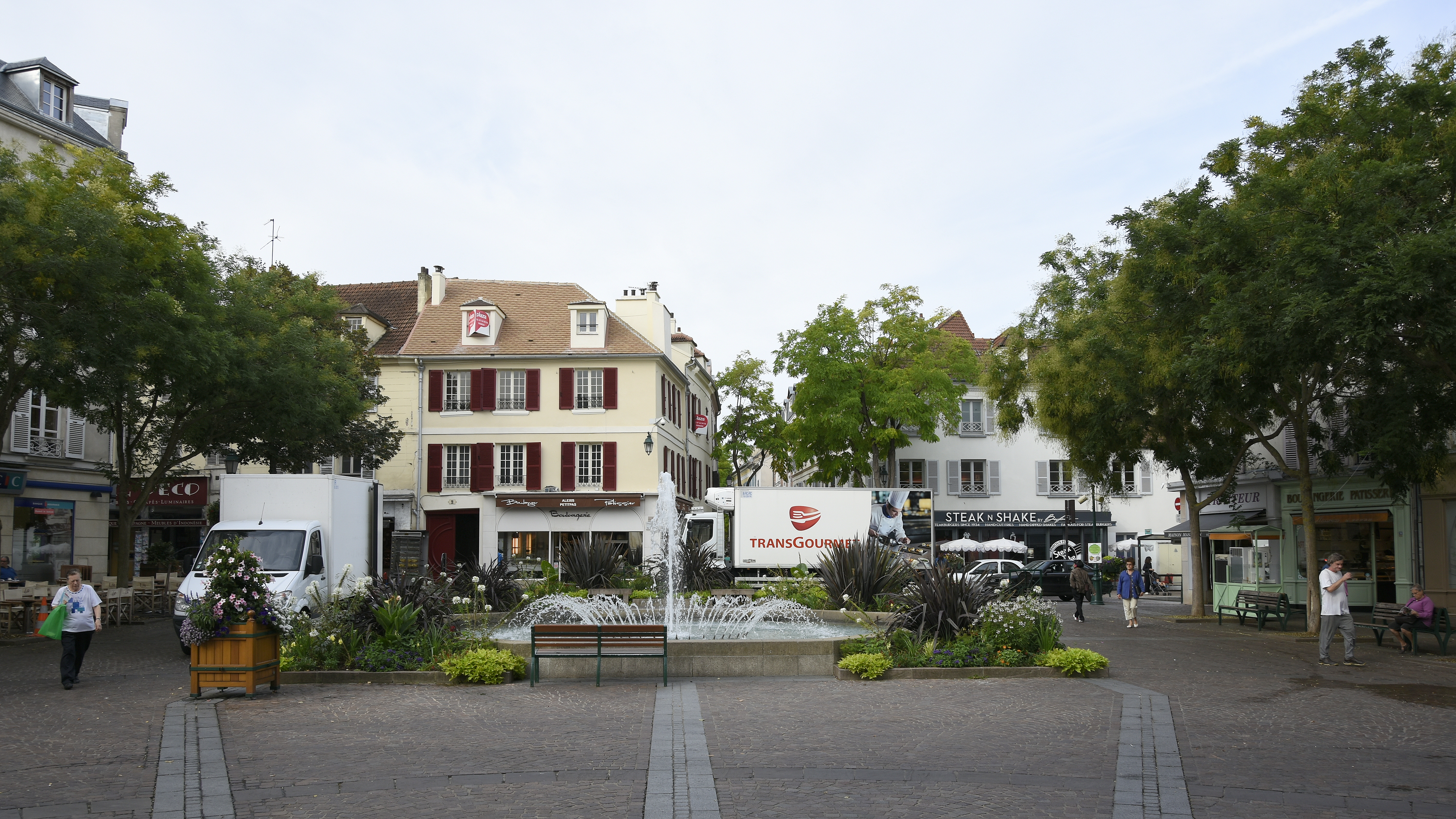
Plein voor de kerk
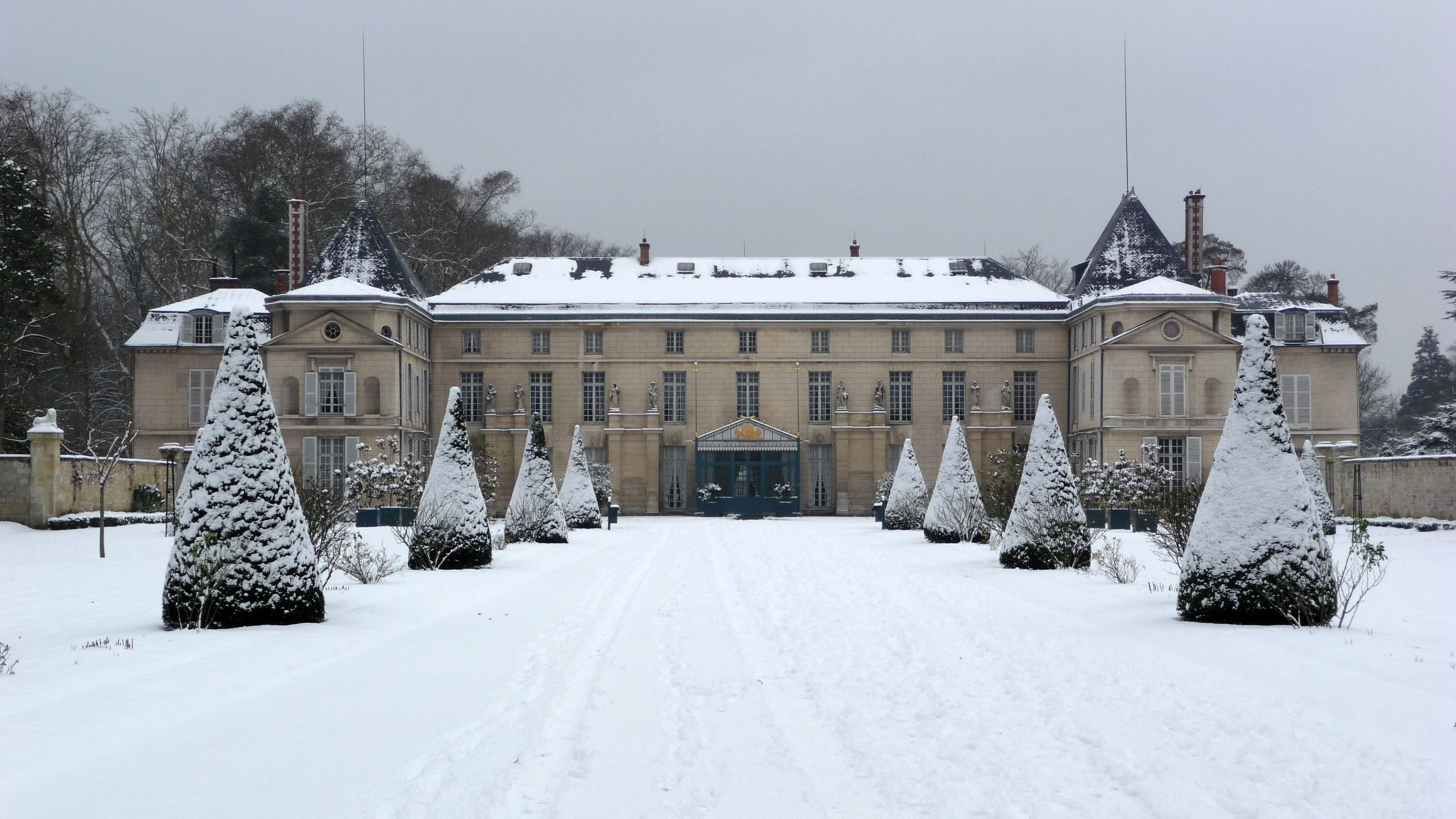
Château de Malmaison

## In de literatuur
- De depressieve hoofdpersoon uit de roman De wereld als markt en strijd (1994) van Michel Houellebecq verblijft enige maanden in een psychiatrische kliniek in Rueil-Malmaison.[3]

## Bekende inwoners

### Geboren
- Fabrice Colas 1964, baanwielrenner
- Jean Dujardin 1972, acteur
- Grégory Mallet 1984, zwemmer

### Overleden
- François Leclerc du Tremblay 1577-1638, kapucijner monnik
- Joséphine de Beauharnais 1763-1814, eerste echtgenote van Napoleon Bonaparte
- Henri Regnault 1843-1871, kunstschilder
- Jules Dufaure 1798-1881, politicus
- Georges Feydeau 1862-1921, theaterschrijver
- Henry Bataille 1872-1922, schrijver en dichter
- Léon Bakst 1866-1924, Russisch decorontwerper
- Gaston Worth 1853-1924, ondernemer in de haute couture
- Jacques de Collombs 1847-1933, edele
- Luc Lafnet 1899-1939, Belgisch kunstschilder en graficus
- Fernand Canelle (1882-1951), voetballer
- Marcel Jouhandeau 1888-1979, schrijver
- Jean Prieur 1914-2016, schrijver
- Jean Baudlot 1947-2021, componist

## Stedenbanden
- Elmbridge, sinds 1966
- Bad Soden am Taunus, sinds 1975
- Kitzbühel, sinds 1979
- Kirjat Malachi, sinds 1985
- Sergiev Posad, sinds 1989
- Togane, sinds 1990
- Timișoara, sinds 1993
- Helsingør, sinds 1995
- Fribourg, sinds 1995
- Oaxaca, sinds 1995
- Le Bardo, sinds 1996
- Lynchburg, sinds 1996
- Buchara, sinds 1999
- Ávila, sinds 2000
- Dubrovnik, sinds 2000
- Sarajevo, sinds 2003
- Jelgava, sinds 2007
- Zouk Mikael, sinds 2009